# كريستين دلفي
كريستين دلفي (مواليد 1941) هي عالمة اجتماع ونسوية وكاتبة ومنظرة فرنسية. اشتهرت بريادة الحركة النسوية المادية، وشاركت في تأسيس حركة تحرير المرأة الفرنسية (حركة تحرير المرأة MLF) في عام 1970 ومجلة قضايا نسوية جديدة مع سيمون دو بوفوار عام 1981.

## السيرة الشخصية
ولدت كريستين دلفي عام 1941 لوالديها اللذين كانا يمتلكان صيدلية محلية. في الفيلم الوثائقي عن حياتها وأفكارها، "Je ne suis pas féministe، mais..." («أنا لست نسوية، لكن...») تصف دلفي وعيًا نسويًا مبكرًا في مراقبة والديها: كانت الصيدلية تتطلب جهدًا كثيفًا لكليهما، عندما عادوا إلى المنزل في الغداء، لاحظت دلفي أن والدها يرفع قدميه للراحة ويقرأ الجريدة بينما كانت والدتها مضطرة لطهي وجبة منتصف النهار ثم غسل الأطباق قبل عودتهما للعمل.
ومع ذلك، لم تُعرّف دلفي دائمًا على أنها نسوية، بسبب وصمة العار حول المصطلح. في مقابلة تلفزيونية في عام 1985، وصفت فترة من حياتها عندما كانت تقدم التعليقات بشكل روتيني بعبارة "Je ne suis pas féministe، mais..." (العبارة التي يستمد الفيلم منها عنوانه).

## التعليم
درست دلفي علم الاجتماع في جامعة شيكاغو وجامعة باريس وجامعة كاليفورنيا في بيركلي. بالعودة إلى فرنسا، كانت دلفي مهتمة بمتابعة مشروع أطروحة حول النساء، لكنها وصفت في الفيلم الوثائقي «أنا لست نسوية ولكن»... واجهت مقاومة للموضوع مع مستشارها آنذاك بيير بورديو، الذي أخبر ديلفي أنه لا يوجد من ينصح بمثل هذا المشروع لأنه لا أحد يبحث عن النساء (على الرغم من أن علماء الاجتماع الفرنسيين مثل أندريه ميشيل قد نشروا بالفعل بحثًا مهمًا). وافقت دلفي على متابعة علم الاجتماع الريفي بدلاً من ذلك، لكن مسألة المرأة، ولا سيما الدور الاقتصادي الذي تلعبه المرأة، ظهرت في هذا المشروع أيضًا. أثناء متابعة العمل الميداني، «أدركت أن هناك مجموعة كاملة من السلع التي لم تمر مطلقًا عبر السوق»، حيث تعمل الكثير من المساهمات الاقتصادية للمرأة كعمل غير مأجور، على عكس العمل المأجور الذي كان مركزًا لنظريات الاضطهاد الرأسمالي (أي أن الطبقة الرأسمالية تستخرج القيمة بين الأجور التي يدفعونها للعمال والقيمة الفعلية لما ينتجه العمال). «إلى حد ما، كانت الخطوط العريضة لأعظم ما أبدعته دلفي هي العدو الرئيسي الموجود بالفعل في المجتمع. ولم يقتصر الضوء على الاستغلال الاقتصادي للمرأة فحسب، بل إلى شكل محدد من أشكال الاستغلال الاقتصادي.»